# 桜木ユナ
桜木ユナ（さくらぎ ゆな、1999年2月11日 - ）は、日本の女性シンガーソングライター。鹿児島県出身。
2018年1月より音楽事務所にて活動を開始するも、本人の意向により2019年4月29日をもって契約解除となる。その後、芸名を変更し、現在は零リとして活動している。

## プロフィール
路上ライブやライブハウスでの活動を経験したのち、2017年7月25日に1stデジタルシングル『アイマイ』をリリース。作詞・作曲を自身で務めた。
個性的な才能が認められ、2018年1月に音楽事務所へ所属。
その後、2018年9月26日に2ndデジタルシングル『接着彼女』をリリース。前作からわずか2ヶ月という最速のリリースにファンを驚かせた。
2018年12月にCDデビューすることが発表された。2019年2月27日には3rdデジタルシングル『女は舞い上がります』をリリースした。
配信アプリ「mysta」にて参加していたイベントにて上位入賞し、2019年3月8日にヨシモト∞ホールにてシブオビに出演。
2019年3月28日に1stマキシシングル『ツカミタクテ』をリリースしたが、2019年4月29日をもって本人の意向により契約解除の運びとなった。
現在は芸名を変更し、零リとして活動をしている。

## 作品

### デジタルシングル
| 枚  | 発売日        | タイトル           | 備考 |
| --- | ------------- | ------------------ | ---- |
| 1st | 2017年7月25日 | アイマイ           |      |
| 2nd | 2018年9月26日 | 接着彼女           |      |
| 3rd | 2019年2月27日 | 女は舞い上がります |      |

### シングル
| 枚  | 発売日        | タイトル     | 品番   | 収録曲                                  | 備考 |
| --- | ------------- | ------------ | ------ | --------------------------------------- | ---- |
| 1st | 2019年3月28日 | ツカミタクテ | BRIS-5 | ツカミタクテ/ツカミタクテ(instrumental) |      |